# 福特號航空母艦
傑拉德·R·福特號（舷號 CVN-78），簡稱福特號，是美國海軍一艘核動力航空母艦，為福特級核動力航空母艦的首艦。為美國第一艘以第38任總統傑拉德·R·福特為名的軍艦。福特號在2007年1月16日獲海軍部長命名，但建造合約在2008年9月10日才正式簽訂。於2009年11月14日開始建造，2013年1月26日裝設艦島，並在10月3日安裝螺旋槳。2013年10月11日，福特號的船塢開始注水，下水仪式邀请了福特总统的女儿苏珊·福特按下注水的启动按钮，福特號於2013年11月9日的擲瓶典禮亦由她執行。2017年4月8日，以自身動力首次出海試航，經多次工程延誤及超支後，於2017年7月22日服役。

## 歷史

### 2010年代

#### 服役與推延
福特號原計劃於2014年入列。但由於設備頻繁故障，服役日期一再延後。下水後馬上就顯現出隱患，專家發現艦載機起降系統存在重大問題，並指出雖然是首艘劃時代軍艦，但設計過於冒進造成很多困難，特別是在一艘將會參與實戰的軍艦上，海軍無理地使用過多新技術的做法飽受各界批評，令經費嚴重超支。
美國著名防務網站「Task&Purpose」曾將福特級航空母艦稱為「移動災難」。2017年時任美国总统唐纳德·特朗普在诺福克海军基地举行的服役仪式上评论说，福特号是“美国力量和威望的象征”，她将令美国的盟国得以安然入睡，令美国的敌人浑身颤抖。但很快受到飛行控制系統、新型彈射器和彈藥升降機相關問題的困擾。此外，航母的動力裝置也發生故障。又再度回廠，《軍事新聞》報導，福特號打從2018年進入原廠船塢後，紐波特紐斯造船就開始日以繼夜地維修工程。

### 2020年代

#### 通過正式考核

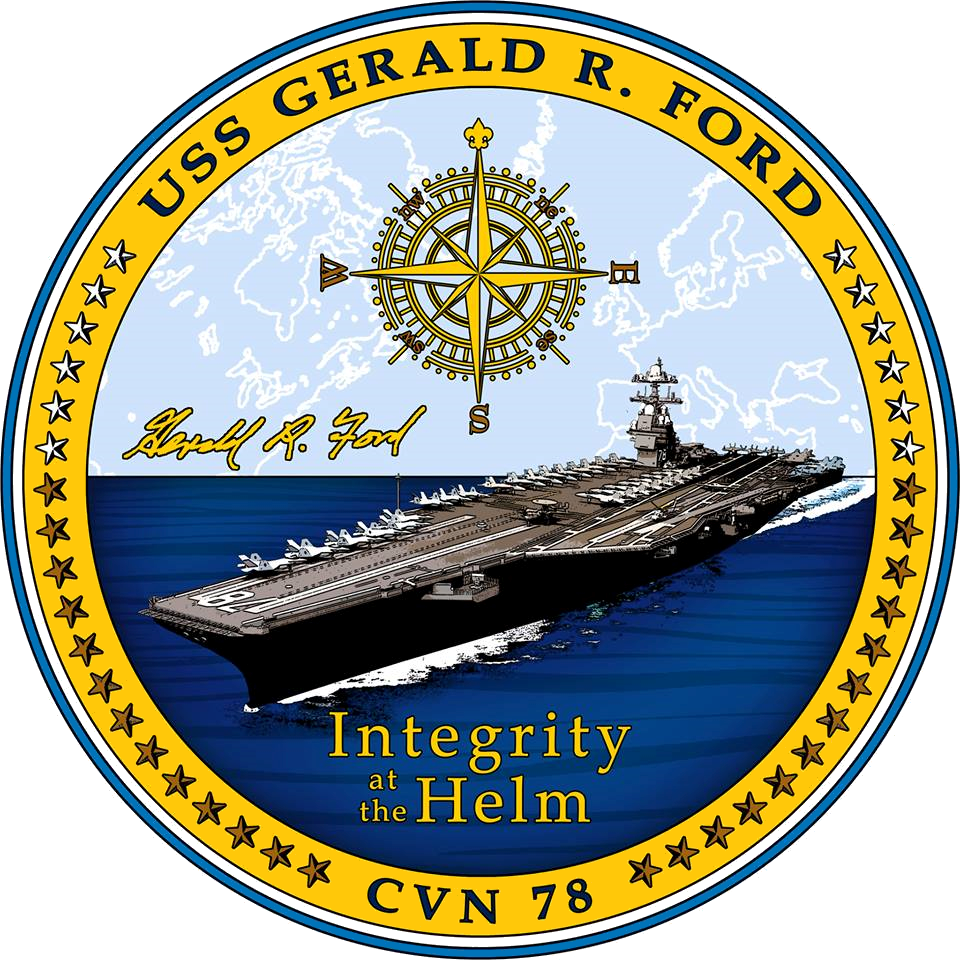
福特號徽章

美國海軍2021年4月27日宣布，最新的首艘福特級核動力航空母艦，福特號（USS Gerald R. Ford）所有船員，已成功通過作戰系統認證測試（Combat System Ship’s Qualification Test，CCSQT），測試成果驗證福特號具備完整自我防衛能力。之後福特號主要在大西洋活動，此前在2020年以美國海軍諾福克海軍基地做為母港後，就部署在大西洋，目前並成為正式大西洋艦隊的一員。

#### 首次正式部署和參與實戰
2023年5月初，福特号离开诺福克港，开始她的第一次正式海外部署。横跨大西洋后，先去了北海 (大西洋)和挪威海，参加波罗的海2023多国联合军事演习，并访问了挪威奥斯陆。6月，来到地中海，访问了克罗地亚、希腊、意大利和土耳其。2023年10月7日巴勒斯坦激進組織哈馬斯與以色列再次爆發衝突，10月9日美國國防部下令美國海軍派遣福特號航空母艦打擊群駛往東地中海協助以色列。2024年1月，福特号舰队回到诺福克港。
2025年4月10日至11日，川普总统第二任期的新任海军部长登上福特号航母，观摩该打击群在大西洋上进行的混合训练单元演习（COMPTUEX）。“没有什么能比得上福特号航母打击群对总司令的战略影响力，”海军部长说道：“所有美国人都应该为这些男男女女感到骄傲，他们的勇气和决心守护着我们的海洋安全，守护着我们的国家安全。”“作为以色列与哈马斯冲突期间第一艘遏制侵略的航空母舰，你们坚定地支持以色列的自卫权，你们让美国感到自豪。但你们不仅仅是遏制了侵略，你们还发挥了重要作用，向世界展示了美国海军的实力。”2024年1月完成首次部署后，“福特”号航空母舰完成了维护和训练周期。4月26日，福特号举办了为期一天的朋友和家人日巡游活动。1,700多名朋友和家人体验了舰上的空中力量和日常航行作业，以及水兵的团队合作和专业精神。福特号执行官说：“船员们非常自豪地向他们的亲人展示成为福特号上的水兵需要什么。这只是我们感谢家人和朋友为支持水兵所作的牺牲和奉献的一种小方法。”在飞行甲板上进行的空中力量演示包括了 F/A-18 E/F 超级大黄蜂喷气式飞机和海鹰直升机。然而，这艘先进的新型航母正经历着一些“成长阵痛”，这可能会影响其2025年夏季部署的时间表。美国海军作战测试与评估部早些时候发布的年度报告中指出：“CVN78弹射器、拦阻装置和喷气导流板的可靠性持续对出动架次和飞行作业效率产生不利影响。这些关键子系统持续存在的可靠性问题仍然是 CVN 78 成功完成初始作战测试与评估的主要风险。”

#### 2025年夏季部署
6月24日，福特号航母打击群离开诺福克海军基地和约克镇海军武器站，按计划部署到美国欧洲司令部 (EUCOM) 辖区。福特号航母打击群指挥官表示：“福特号航母打击群是世界上最有能力、适应性最强、杀伤力最大的海军任务组合。我们的部队随时准备在海上执行持续的多域作战，无论何时何地接到任务，以支持美国的安全和经济繁荣。”福特号航母打击群包括福特号航空母舰、舰载机联队和一个驱逐舰中队。 6月26日福特号获颁2024年玛乔丽·斯特雷特战列舰基金奖。该奖项每年由海军作战部长颁发给大西洋舰队的一艘舰艇和太平洋舰队的一艘舰艇，以表彰其在舰队战斗力竞赛中的优异表现。此外，该奖项还为船员的士气、健康和娱乐项目提供少量津贴。 7月19日福特航母打击群与西班牙海军一艘圣玛利亚级快艇一起穿越直布罗陀海峡进入地中海。这次联合穿越展示了美国和西班牙海军有效合作和整合的能力。 同一天，两架搭载于该航母的“灰狗”运输机抵达位于西班牙西南部的西班牙美国联合罗塔海军基地。  7月20日福特号航母打击群与一艘意大利海军护卫舰在亚得里亚海会合。 7月24日作为北约协调下正在进行的“海王星打击2025”演习第二阶段的一部分，两架美国空军同温层加油机在匈牙利和罗马尼亚东部上空为福特号上的F/A-18“超级大黄蜂”战斗机提供空中加油。参与演习的战斗机包括福特号上的美国海军F/A-18F“超级大黄蜂”战斗机和意大利F-35B“闪电”Ⅱ战斗机，它们在黑海上空和罗马尼亚训练区进行了模拟近距离空中支援行动。F/A-18E战机还与芬兰F/A-18C战机和葡萄牙F-16战机在波罗的海和立陶宛上空进行了联合演习。  7月底，波兰Defence24的编辑团队和其他一些欧洲媒体从那不勒斯海军基地出发，乘坐美国海军飞狗运输机飞往福特号航母参观。 8月4日，福特号停靠法国马赛港。 8月13日，福特号离开地中海。8月17日，福特号航母战斗群穿越多佛海峡进入北海。

## 图集

1945年在海軍陸戰隊服役的前總統福特
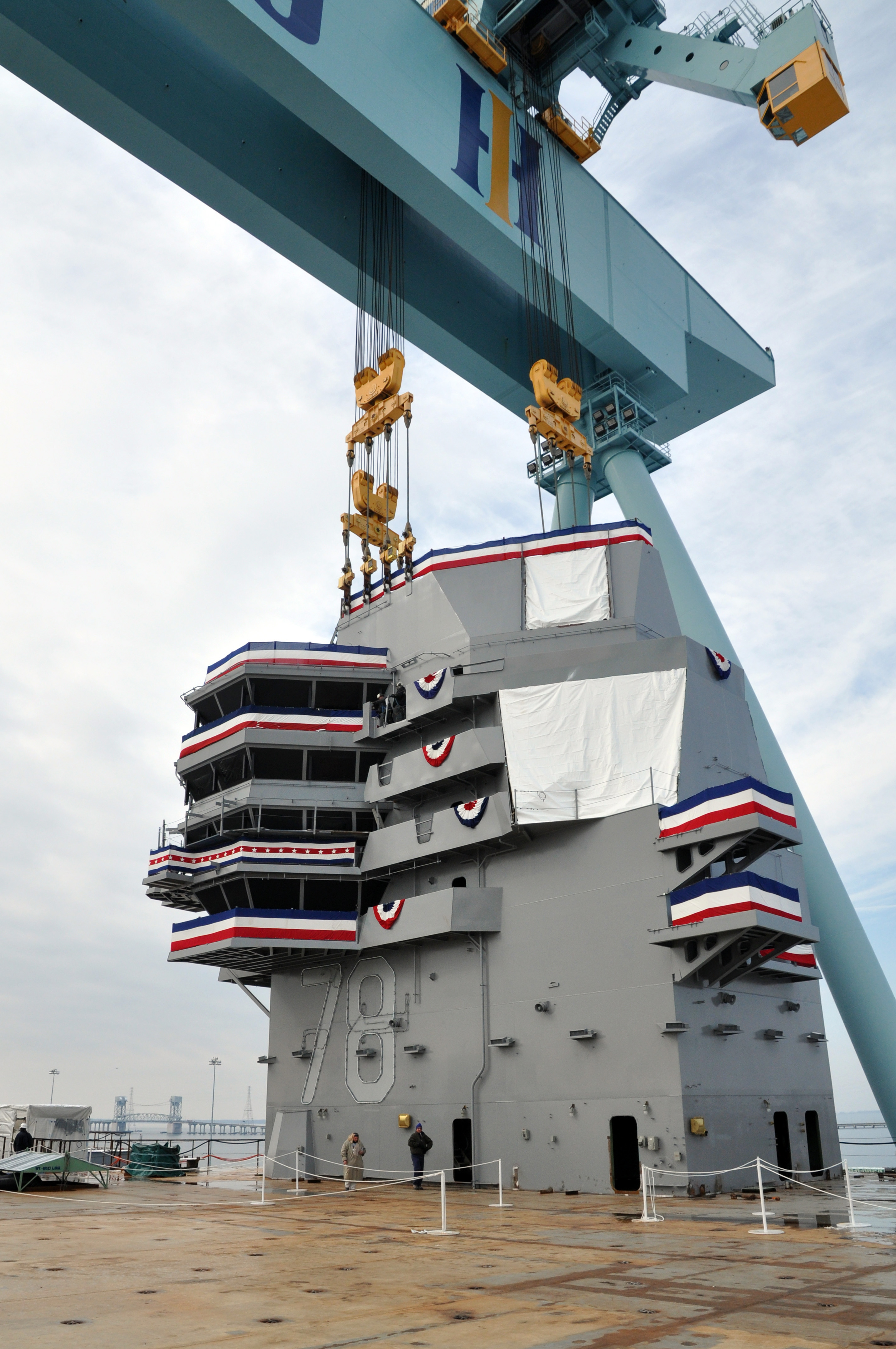
福特號的艦島完成安裝。攝於2013年1月26日。
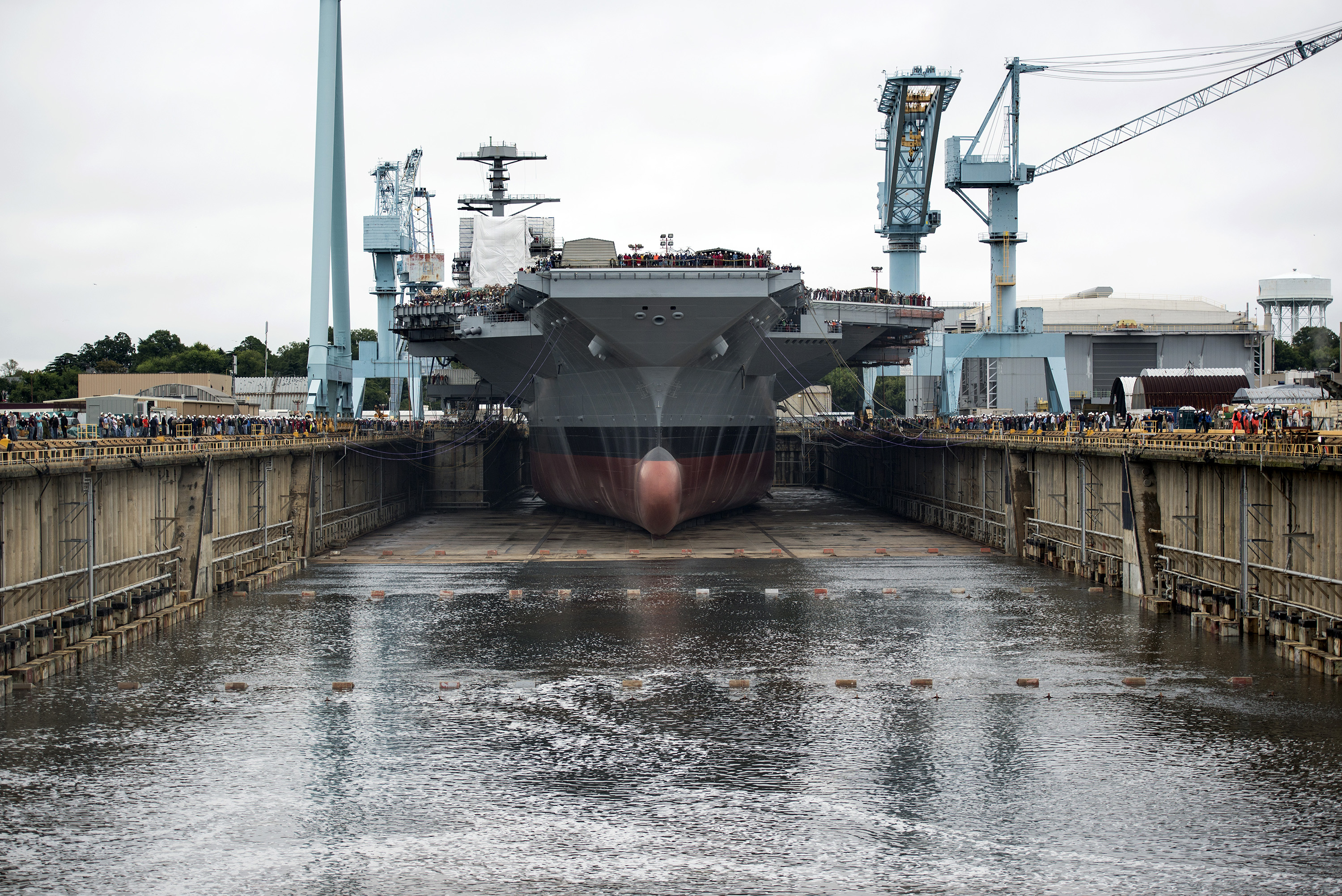
2013年10月11日，福特號所在的船塢開始注水。
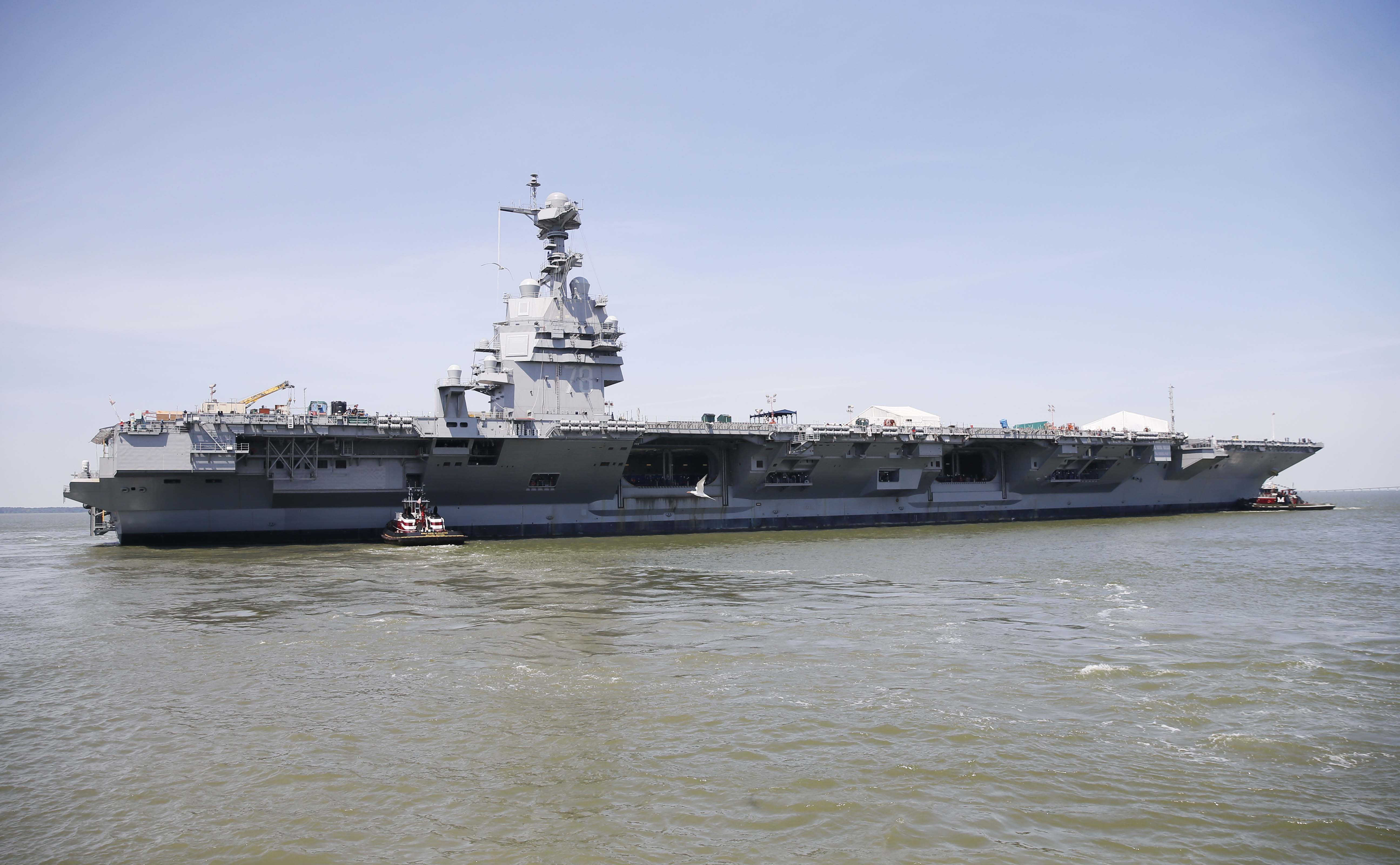
福特號，攝於2016年6月11日。
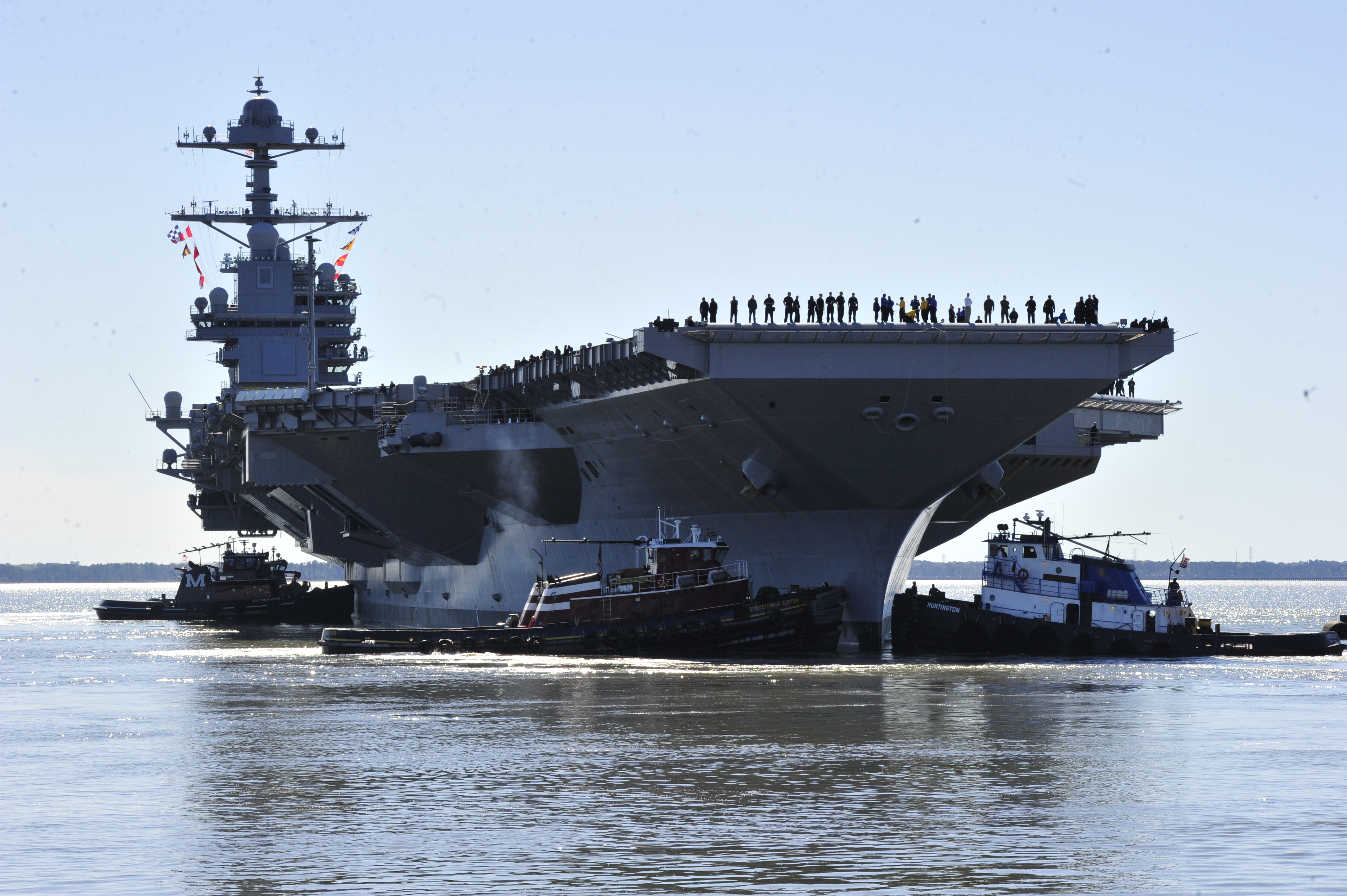
福特號即將海試，攝於2017年4月8日。
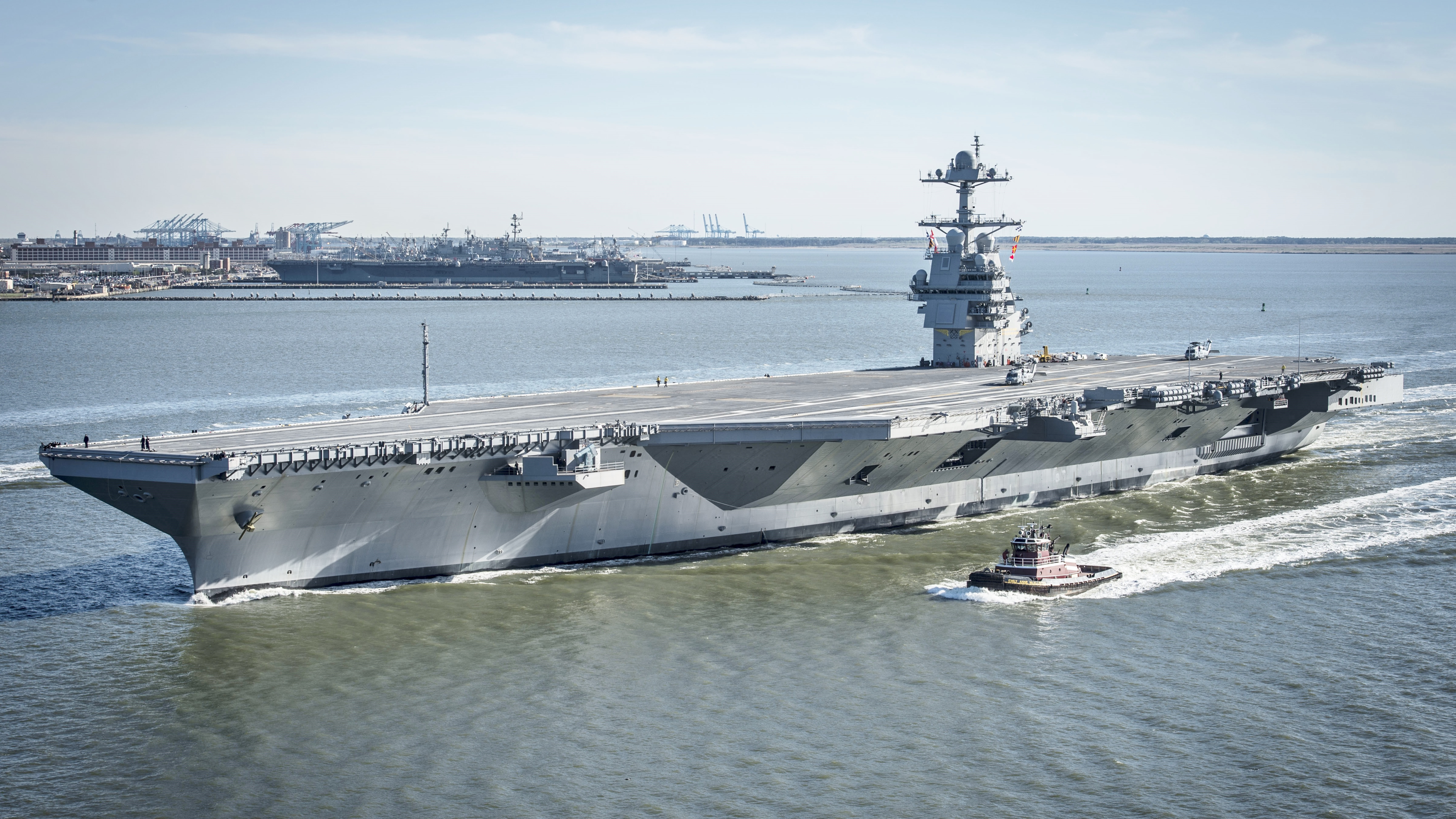
福特號，攝於2017年4月8日，背後為喬治·華盛頓號航空母艦。
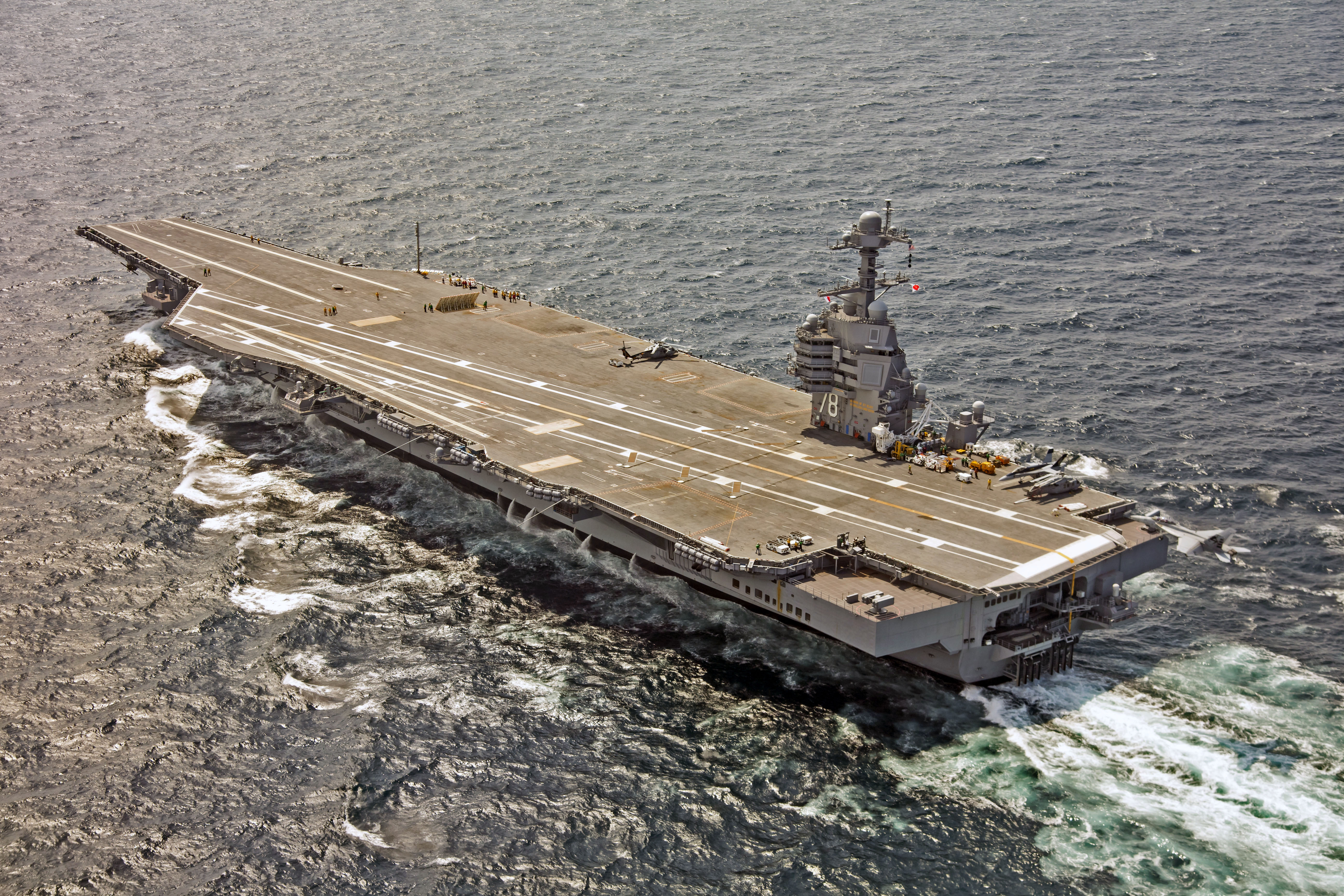
F/A-18F戰鬥機正降落在福特號，以測試降落攔截索系統。